# Le Bourg-d'Oisans

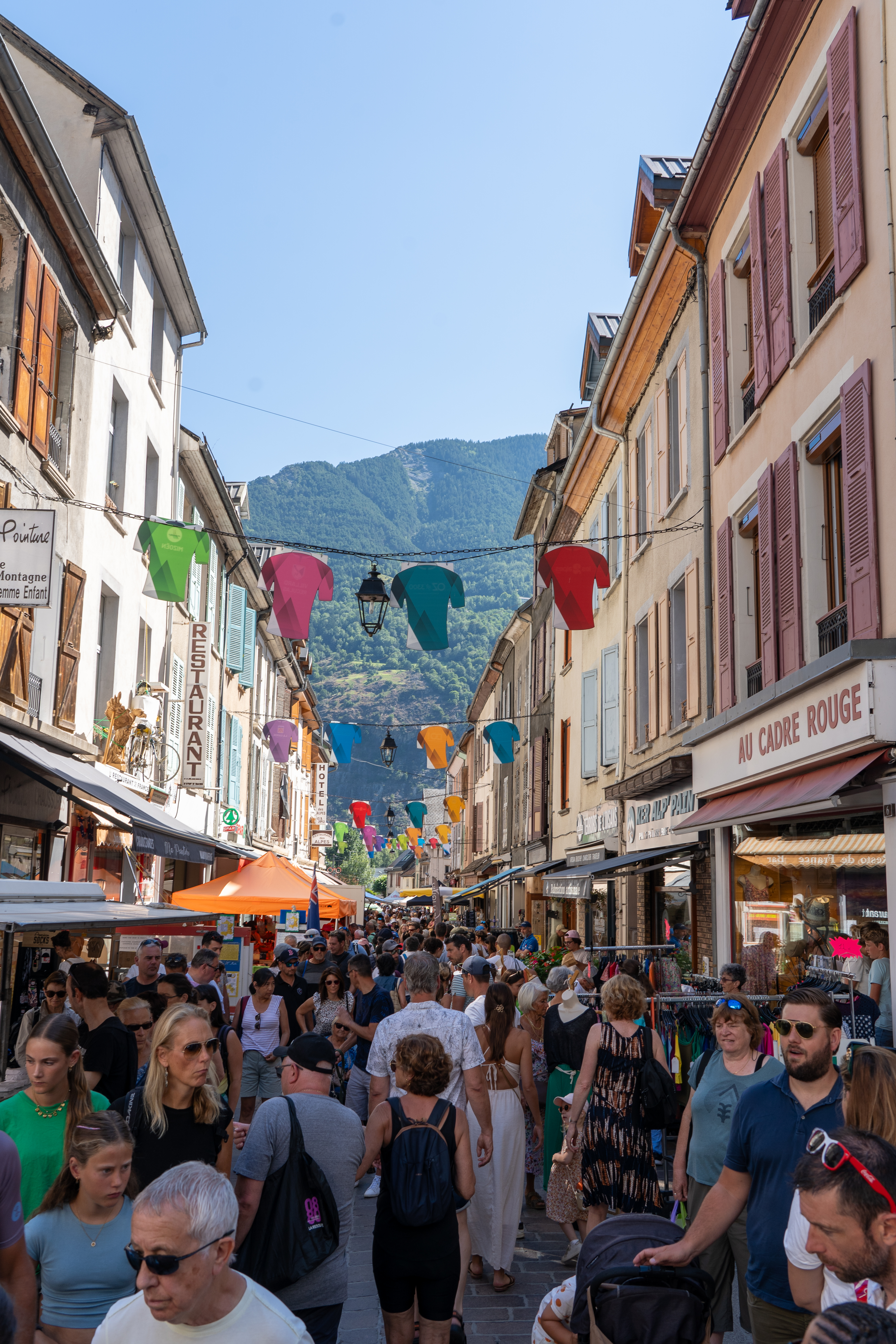
Markt op zaterdag in de zomer in Le Bourg-d'Oisans.

Le Bourg-d'Oisans is een gemeente in het Franse departement Isère (regio Auvergne-Rhône-Alpes). De plaats maakt deel uit van het arrondissement Grenoble en het kanton Le Bourg-d'Oisans en is de hoofdplaats van de streek Oisans. Le Bourg-d'Oisans telde op 1 januari 2022 2.840 inwoners. 

## Geografie
De oppervlakte van Le Bourg-d'Oisans bedroeg op 1 januari 2022 35,75 vierkante kilometer; de bevolkingsdichtheid was toen 79,4 inwoners per km².

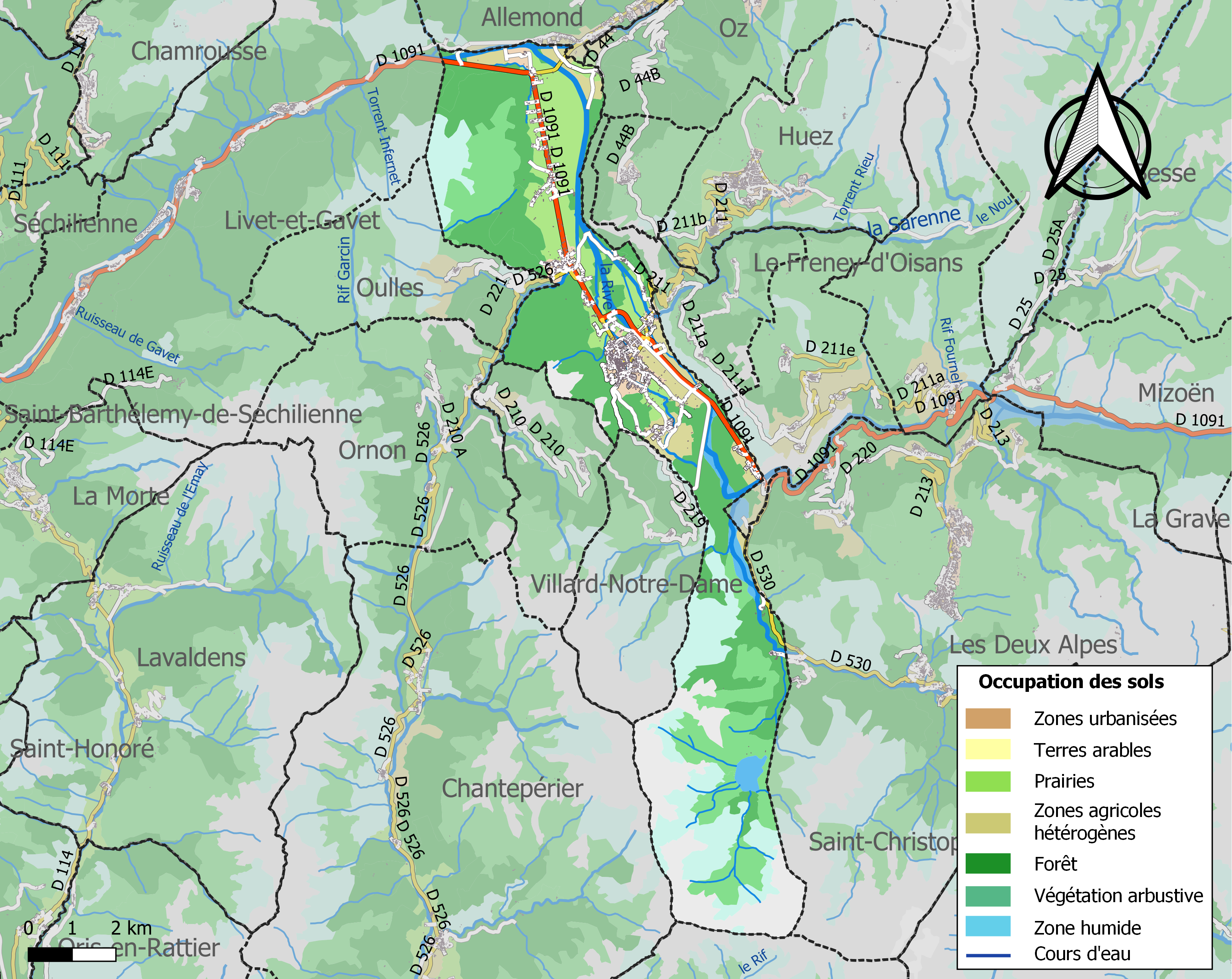
Kaart van de gemeente met de belangrijkste infrastructuur, bodemgebruik en omliggende gemeenten

## Demografie
Onderstaande figuur toont het verloop van het inwonertal (bron: INSEE-tellingen).

## Sport
Het dorp is bekend om het wielrennen, omdat het aan de voet ligt van de berg waarop Alpe d'Huez, een befaamde aankomstplaats in de Ronde van Frankrijk is gesitueerd. Le Bourg-d'Oisans is zelf 21 keer etappeplaats geweest in de Ronde van Frankrijk. Daarbij was het alleen in 1966 aankomstplaats. De Spanjaard Luis Otaño won er toen de rit. De overige 20 keer was Le Bourg-d'Oisans startplaats van een etappe, doorgaans de dag na een aankomst bergop in Alpe d'Huez. Dit was voorlopig voor het laatst in 2022 het geval.